# Station Paddock Wood
Paddock Wood is een spoorwegstation van National Rail in Tunbridge Wells in Engeland. Het station is eigendom van Network Rail en wordt beheerd door Southeastern. Het station is geopend in 1842.